# Prepona chalcis
Prepona chalcis är en fjärilsart som beskrevs av Hans Fruhstorfer 1916. Prepona chalcis ingår i släktet Prepona och familjen praktfjärilar. Inga underarter finns listade i Catalogue of Life.